# Rizjskaja
Rizjskaja (ryska: Рижская, "Rigastationen") är en tunnelbanestation på Kaluzjsko–Rizjskajalinjen i Moskvas tunnelbana. 
Rizjskaja öppnades den 1 maj 1958 och är uppkallad efter den närliggande Rizjskij-järnvägsstationen där tåg mot Riga avgår. 
Rizjskaja är formgiven av lettiska arkitekter. Hela stationen är klädd i färgglad lettisk keramik. Pylonerna är klädda i rödbruna plattor, med citrongula partier i passagerna mellan pylonerna, krönta med förgyllda kornischer. 
Stationens runda vestibul ligger vid Rizjskajatorget, på östra sidan av Prospekt Mira.